# One-Stop-Shopping
Das Konzept des One-Stop-Shopping basiert auf einer Agglomeration mehrerer Einzelhandels- oder Dienstleistungsbetriebe aus sich ergänzenden Branchen. Den Kunden ist es hierdurch möglich, an einem Anlaufpunkt (One Stop – ein Halt) mehrere komplementäre Bedürfnisse zu befriedigen.
Insbesondere die Convenience Center in der Nähe von Wohnvierteln basieren auf diesem Prinzip: neben einem Lebensmitteldiscounter (als sogenannter Magnet) werden Frischemärkte (z. B. Fleischerladen, Gemüseladen) sowie Dienstleistungsbetriebe (z. B. Schuhreparatur, Reinigung) angesiedelt.